# Bargfeld

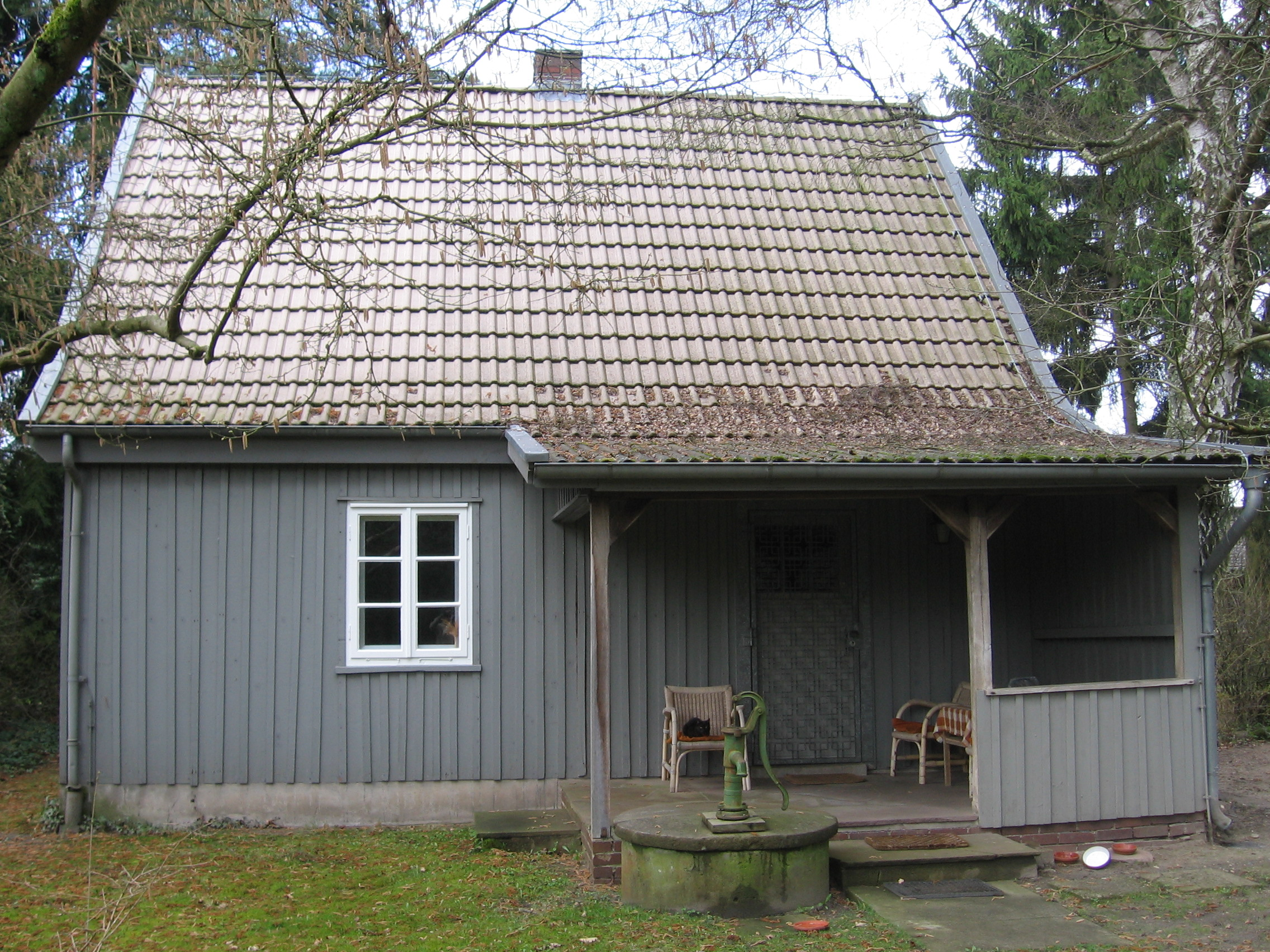
La casa di Bargfeld dove visse Arno Schmidt

Bargfeld è una frazione del comune tedesco di Eldingen, nella Bassa Sassonia.
Conta circa 150 abitanti.

## Geografia fisica
È situato a nordest della città di Hannover, nel triangolo fra Celle, Wolfsburg e Uelzen alla confluenza di Lutter, Schmalwasser e Kötelbeck. Bargfeld conta circa 150 abitanti. Da un punto di vista amministrativo oggi fa parte (2006) di Eldingen e, quindi, del comune di Lachendorf, distretto di Celle.

## Bargfeld e Schmidt
Il paese è noto soprattutto perché, per circa venti anni, vi visse e lavorò lo scrittore Arno Schmidt, insieme alla moglie Alice Murawski. Oggi la sua eredità viene amministrata dalla fondazione Arno Schmidt Stiftung, che risiede nel paese e mantiene un museo.
Bargfeld, con le sue quattro case editrici - una delle quali stampa l'edizione filologicamente più accurata delle opere di Schmidt (la Bargfelder Ausgabe) - è il luogo della Germania con la più alta concentrazione editoriale in rapporto al numero degli abitanti.